# Shirley J. Thompson
Shirley J. Thompson (Newham, 7 januari 1958) is een Britse componist van eigentijdse klassieke muziek, en dirigent. In haar werk verbindt ze klassieke muziek met improvisatie, pop, wereldmuziek, dans en spoken word. Ook werkt ze samen met video- en installatiekunstenaars. Haar oeuvre bestaat uit symfonische muziek, kamermuziek en opera, en muziek voor dans en film. Zij schreef in opdracht onder andere muziek ter gelegenheid van de herdenking van de afschaffing van de slavernij en voor de kroning van Charles III.  
Zij is hoogleraar muziek aan de Universiteit van Westminster en als bestuurder actief in nationale kunstinstellingen en beroepsorganisaties. 

## Biografie
De ouders van Thompson emigreerden in de jaren 1950 van Jamaica naar het Verenigd Koninkrijk. Ze kreeg als kind dansles, zowel ballet als tapdans, en er werd thuis veel naar muziek geluisterd. Ze leerde pas relatief laat zelf een instrument bespelen: viool toen ze 10 was, en piano toen ze 14 was. Ze was lid van verschillende jeugdkoren en -orkesten.
Ze studeerde muziekwetenschappen en moderne geschiedenis aan de Universiteit van Liverpool; daarna haalde ze een Master in hedendaagse klassieke muziek en compositie aan Goldsmiths College. Ze was een zeer goede student, maar vond het frustrerend dat het muziekonderwijs volledig gericht was op de (witte) Europese klassieke canon. In haar vrije tijd begon ze zelf muziek te schrijven die ook het leven en de cultuur van de zwarte gemeenschap weerspiegelde. Aan de Universiteit van Londen behaalde ze een PhD met een proefschrift over het veranderen van de perceptie van vrouwen in de opera.
Haar eerste grote opdracht als componist kwam in de jaren 1980, toen ze voor het Greenwich International Festival een stuk voor kamerorkest componeerde met de titel Visions. Haar werk kreeg echter weinig aandacht. Thompson gelooft dat haar composities in die tijd als te onconventioneel werden beschouwd. Ze werkte 15 jaar als onderzoeker en regisseur bij de televisie, maar stopte nooit met componeren. Haar muziek voor de film Dreaming Rivers (1989) werd bekroond op het filmfestival van Mannheim, waarna ze meer compositieopdrachten kreeg voor muziek bij documentaires en drama.
Haar doorbraak kwam toen ze in 1994 een eigen ensemble oprichtte: het Shirley Thompson Ensemble. Het gezelschap bestond uit instrumentalisten, zangers, dansers, beeldend kunstenaars en dichters. Voor het ensemble maakte Thompson werken die hedendaagse klassieke muziek verbonden met improvisatie, pop, wereldmuziek, dans en spoken word. Ook maakte ze arrangementen van muziek van artiesten als Bob Marley, Bunny Wailer, Marvin Gaye, Nina Simone en Fela Kuti. In 1997 schreef ze een opera in twee bedrijven: A Child of the Jago. Thompson heeft een voorliefde voor dans en heeft samengewerkt met hedendaagse choreografen.
In 2003 werd Thompson de eerste vrouw in 40 jaar die in Europa een symfonie componeerde en zelf dirigeerde. New Nation Rising, a 21st Century Symphony is een muzikaal verhaal over de geschiedenis van Londen. Het werd uitgevoerd  door het Royal Philharmonic Orchestra, begeleid door twee koren, solozangers, een rapper en dhol drummers.
In 2007 werd Thompson gevraagd om een stuk te componeren voor de opening van een tentoonstelling in het Britse parlement over de afschaffing van de slavernij. Ze schreef een werk over drie vrouwen uit de slavernijgeschiedenis: Nanny of the Maroons, Dido Elizabeth Belle, en een tot slaaf gemaakte vrouw die op een slavenschip werd gedood omdat ze weigerde voor de bemanning te dansen. Ze breidde dit werk later uit tot een serie opera's voor solostem, spreker en orkest getiteld Heroines of Opera. In 2023 kreeg ze de opdracht om een muziekstuk te schrijven voor de kroning van koning Charles III.
Thompson is hoogleraar muziek aan de Universiteit van Westminster. Ze is bestuurslid van verschillende nationale kunstinstellingen, waaronder de London Arts Board en de Arts Council of Great Britain. Ze was het eerste vrouwelijke bestuurslid van de Association of Professional Composers. In 2019 werd ze Officer in the Order of the British Empire.

## Externe bronnen
Een volledig overzicht van het werk van Shirley J. Thompson op haar website.